# 쟝난 조선족 만족 향
쟝난 조선족 만족 향(중국어: 江南朝鲜族满族乡, 중국조선어: 강남조선족만족향)은 중화인민공화국 헤이룽장성 무단장시 닝안시 관할의 조선족과 만족의 민족향이다.